# Winterlandschap met figuren op een bevroren rivier
Winterlandschap met figuren op een bevroren rivier, ook IJsvermaak genoemd, is een schilderij van Barend Avercamp in het Rijksmuseum in Amsterdam.

## Voorstelling
Het stelt een groot aantal figuren voor die zich vermaken op het ijs van een bevroren rivier of kanaal. Vooraan staan enkele mannen met kolfstokken. In het midden is een arrenslee te zien. Verder wordt het ijs gebruikt om op te schaatsen, sleeën, maar ook om goederen te vervoeren. Op de achtergrond links zijn de wallen van een stad te zien met links een molen.
De voorstelling is verwant aan het schilderij Winterlandschap met kolfspelers van Barend Avercamp, dat in maart 2014 voor het laatst werd gesignaleerd op de TEFAF, waar het werd aangeboden door kunsthandel David Koetser. De bebouwing rechts op de achtergrond is op dit werk vrijwel hetzelfde.

## Herkomst
Het werk werd in maart 1940 aan het Rijksmuseum geschonken door het echtpaar Dominicus Antonius Josephus Kessler en Anna Christine Maria Helene Kessler-Hülsmann uit Kapelle-op-den-Bos in België.